# Lew (waluta)
Lew (bułg. лев) – jednostka monetarna używana w Bułgarii od 1881. Dzieli się na 100 stotinek. Lew jest sztywno powiązany z euro po kursie 1,95583 BGN = 1 EUR.
Banknoty będące obecnie w obiegu to 5, 10, 20, 50, 100 lewów. Monety w obiegu to: 1, 2, 5, 10, 20, 50 stotinek oraz 1 i 2 lewy. Do 31 grudnia 2020 roku włącznie w obiegu były również banknoty o nominale 2 lewy, od tej daty w użyciu są jedynie monety tego nominału.
Planowane jest, iż od 1. stycznia 2026 r. lew bułgarski zostanie wycofany na rzecz euro z uwagi na przystąpienie Bułgarii do strefy euro.